# Kathedrale von Termoli

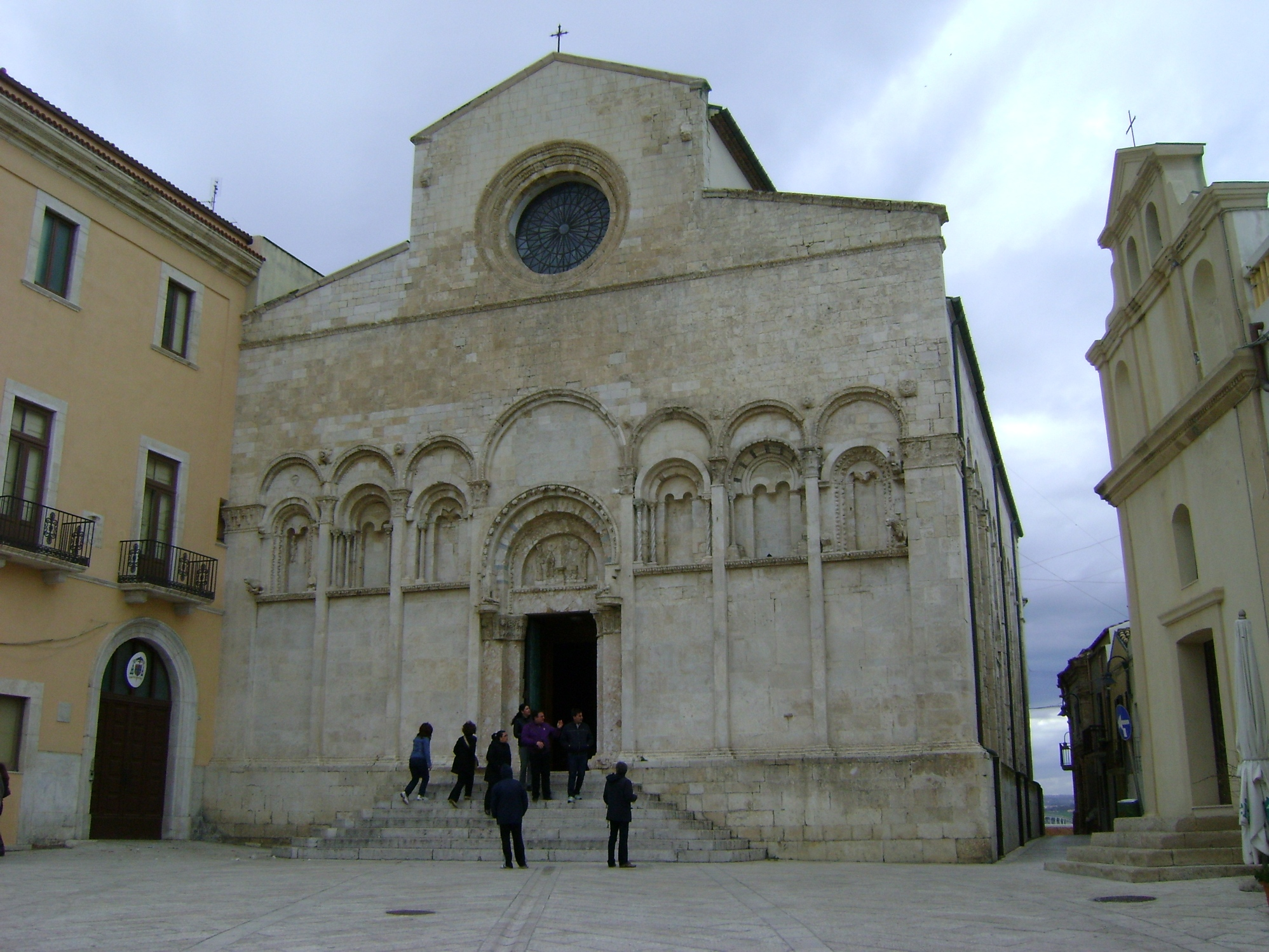
Kathedrale von Termoli

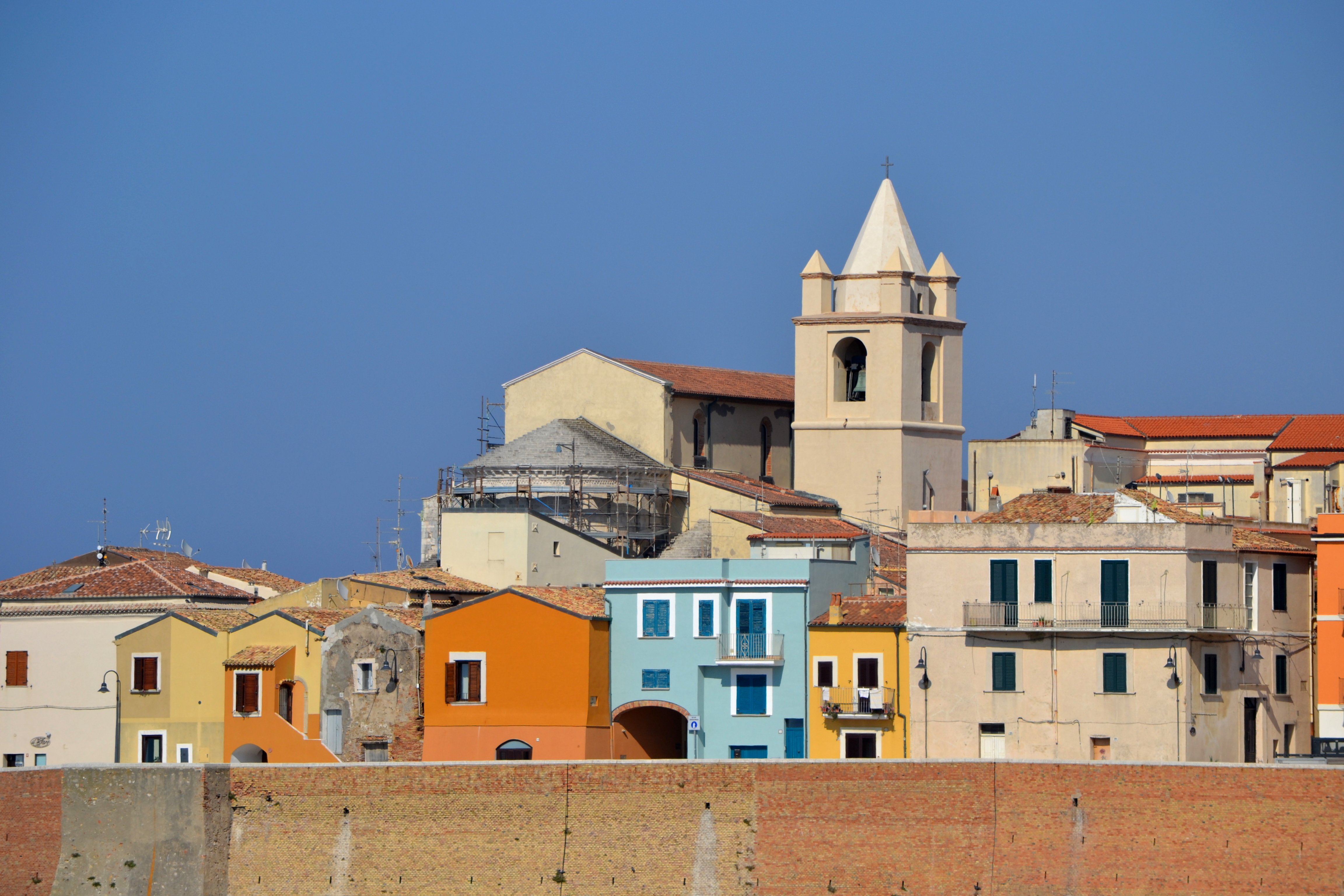
Kathedrale in der Altstadt

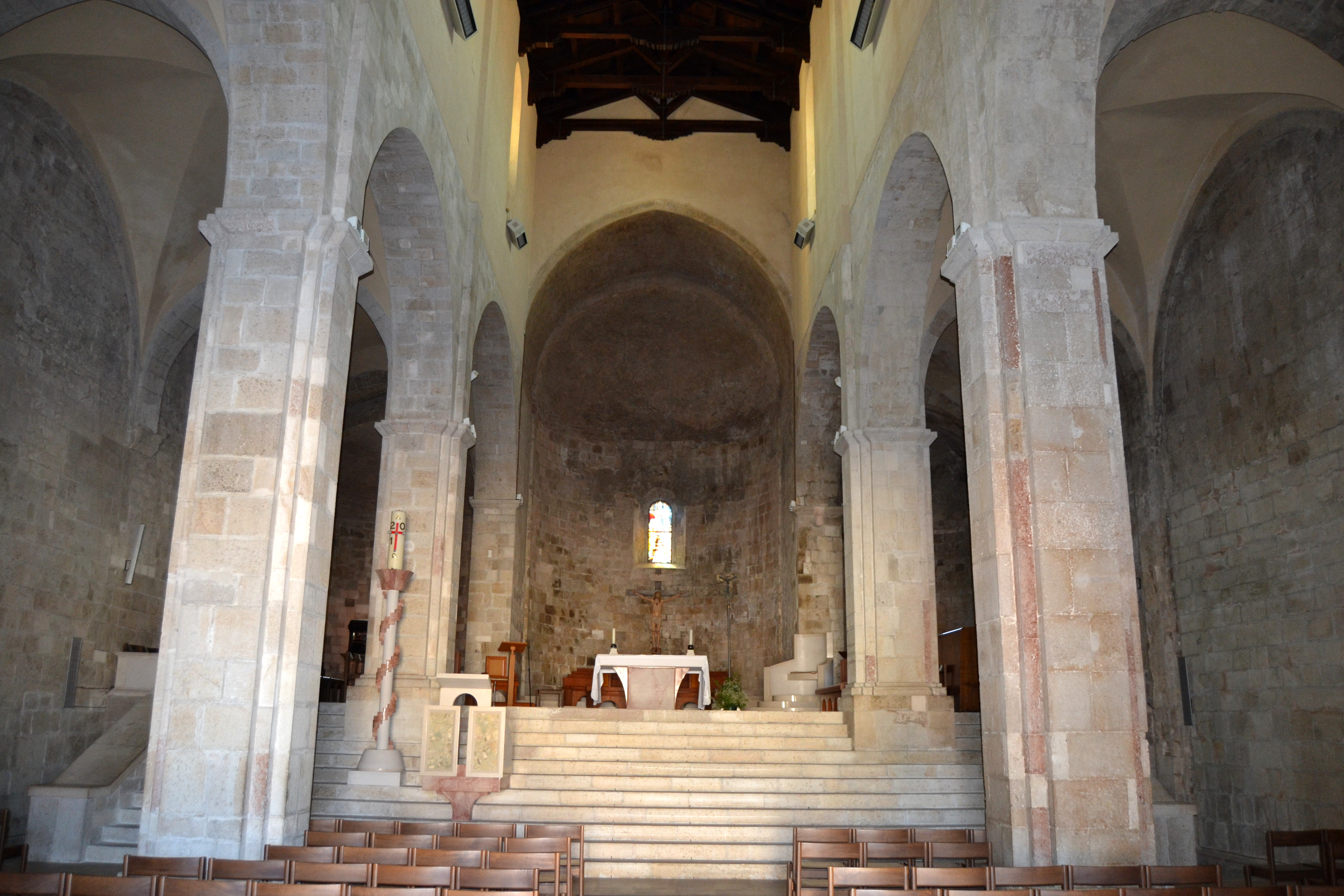
Innenraum

Die Kathedrale von Termoli oder die Kathedrale Mariä Reinigung (italienisch Basilica Cattedrale di S. Maria della Purificazione) ist eine Kirche in Termoli im italienischen Molise. Die Kathedrale des Bistums Termoli-Larino trägt das Patrozinium Darstellung des Herrn und hat den Rang einer Basilica minor. Die romanische Kirche stammt aus dem 13. Jahrhundert.

## Geschichte
Eine erste Kirche wird um das 6. Jahrhundert auf den Ruinen eines Kastor und Pollux geweihten Tempels vermutet. Belegt ist diese erst im 10. Jahrhundert. Der Bau einer Kathedrale als Bischofssitz erfolgte im 11. Jahrhundert, von der bei Restaurierungen Spuren in den Apsiden entdeckt wurden.
Das heutige Gebäude wurde zwischen dem 12. und 13. Jahrhundert in der Romanik erbaut mit Übergängen zur Gotik. Der Niedergang der folgenden Jahrhunderte wurde durch das Erdbeben von 1456 und den Einfall der Türken 1566 noch verstärkt, erst im 18. Jahrhundert erfolgte eine Restaurierung mit einer Barockisierung. Anschließend wurde von Bischof Giannelli der Chor abgesenkt, wobei die Reliquien des hl. Basso und Timotheus, der Schutzpatrone der Stadt, gefunden wurden, es wurde ein neuer Hochaltar gebaut. In den 1930er Jahren unter Bischof Bernacchia begonnen und Ende der 1960er Jahre von Bischof Proni vollendet wurde der Innenraum durch Entfernung der Barockelemente bei einer umfassenden Restaurierung „in sein ursprüngliches Aussehen zurückversetzt“. Dabei wurde unter Verwendung von Stahlbeton eine Krypta unter dem wieder erhöhten Chor geschaffen.
Die Kathedrale erhielt 1947 durch Papst Pius XII. den Rang einer Basilica minor verliehen. Der Besuch von Papst Johannes Paul II. 1983 wird durch Bronzetafeln des Bildhauers Piero Maggioni an der Fassade festgehalten.

## Beschreibung
Die Kathedrale steht zentral in der Altstadt von Termoli auf einem Kap an der Adria. Die Ostfassade der Kathedrale misst an ihrem höchsten Punkt 22 Meter. Der untere, romanische Teil ist aufwendig verziert. Der obere gotische Teil besitzt nur das Rosettenfenster und wurde nach dem Türkeneinfall von 1566 restauriert.
Im unteren Teil befinden sich sieben blinde Arkaden mit Doppelbogenfenstern, die sich voneinander unterscheiden und mit Akanthusblättern und menschlichen Figuren verziert sind, so Statuen der Heiligen Basso, Sebastian und Timotheus. Die zentrale Arkade, die größer als die anderen ist, hat ein von kleinen Säulen umgebenes Portal. Die Inschrift in einer der Lünetten des Doppelfensters erinnert an Stasio Grimaldi di Giovanni, der sich finanziell an den Bauarbeiten der Kathedrale beteiligte.
Die Seite des Gebäudes zeigt Ornamente mit Blendbögen mit schlanken Pilastern, im fünften Bogen ist eine kleine Tür eingefügt. Der Glockenturm wurde später, vielleicht im 18. Jahrhundert auf älteren Fundamenten erbaut.
Die Kathedrale hat einen basilikalen Grundriss, mit drei Schiffen und drei halbkreisförmigen Apsiden mit Pfeilern auf runden Sockeln. Das Kirchenschiff ist mit Holzbindern bedeckt, die Decke der beiden Seitenschiffe hat gemauerte Kreuzgewölbe. Der Altarraum wurde 2002 an den Altar aus dem Jahr 1978 mit neuem Ambo, Kerzenhalter und Bischofsstuhl angepasst. Weitere bedeutende Teile der Kirchenausstattung sind das mittelalterliche Baptisterium, die linken Seitenaltäre Unserer Lieben Frau vom Rosenkranz und des Erlösers, in der rechten Apsis der Altar von St. Basso mit Grotte sowie der rechte Seitenaltar von St. Sebastian.